# Scienze del servizio sociale
Le scienze del servizio sociale rappresentano in Italia l'ambito disciplinare al quale afferiscono le materie fondamentali per la formazione universitaria dell'assistente sociale.
Oggetto di studio in tale ambito sono le teorie ed i modelli (di ispirazione socio-psicologica), ma anche i metodi e le tecniche (proprie della comunità professionale) che caratterizzano la professione dell'assistente sociale, riconosciuta con la
legge 23 marzo 1993 n. 84.

## Storia
L'istituzione del corso di laurea, (in alcuni atenei in "Servizio Sociale"), è stata raggiunta tramite il Decreto del Ministero dell'università e della ricerca scientifica e tecnologica 3 novembre 1999 n. 509 che, nel più ampio disegno di riforma, ha previsto il superamento dei precedenti corsi di "diploma universitario" (istituiti dalla legge 19 novembre 1990 n. 341).
Il nuovo sistema, cd. "3+2",  prevede dei corso di laurea di durata triennale al cui conseguimento è subordinata l'eventuale iscrizione ad un corso di laurea magistrale (specialistica) di durata biennale.
Per iscriversi al corso di laurea, molte facoltà predispongono un numero programmato di accesso, riconosciuto con la legge 2 agosto 1999 n. 264. La selezione degli studenti è effettuata in base al risultato di un test attitudinale predisposto dal Ministero dell'istruzione, dell'università e della ricerca. Generalmente i test, anche se definiti attitudinali, mirano semplicemente a sondare la conoscenza dello studente su materie di cultura generale.

## Aree disciplinari
Lo statuto di ogni ateneo stabilisce l'ordine degli studi per ogni singolo corso di laurea. Lo studente può scegliere generalmente tra il piano di studio cosiddetto “statutario” cioè fissato dallo statuto tra quelli alternativi proposti dalla facoltà oppure può presentarne uno proprio purché sia formulato secondo i criteri richiesti dalla facoltà in modo che gli insegnamenti inseriti nel piano siano, per numero e contenuti, coerenti con il corso di studi prescelto.
Fac simile piano di studi per il corso di laurea in scienze del servizio sociale:
I Anno
| Corso di studio                            | Settore Scientifico Disciplinare | Crediti Formativi Universitari |
| ------------------------------------------ | -------------------------------- | ------------------------------ |
| Diritto Privato                            | IUS/01                           | 4                              |
| Diritto Pubblico                           | IUS/09                           | 4                              |
| Etica Sociale                              | M-FIL/03                         | 8                              |
| Metodi e Tecniche del Servizio sociale     | SPS/07                           | 8                              |
| Principi e Fondamenti del Servizio Sociale | SPS/07                           | 8                              |
| Psicologia dello sviluppo                  | M-PSI/07                         | 8                              |
| Sociologia Generale                        | SPS/07                           | 8                              |
| Storia del Servizio Sociale                | M-STO/04                         | 8                              |
| Storia delle Dottrine Politiche            | SPS/02                           | 4                              |
| Totale                                     | Totale                           | 60                             |

II Anno
| Corso di studio                    | Settore Scientifico Disciplinare | Crediti Formativi Universitari |
| ---------------------------------- | -------------------------------- | ------------------------------ |
| Abilità Informatiche               | INF/01                           | 4                              |
| Antropologia Culturale             | M-DEA/01                         | 4                              |
| Diritto della Previdenza Sociale   | IUS/07                           | 4                              |
| Diritto Minorile                   | IUS/01                           | 4                              |
| Diritto Penale                     | IUS/17                           | 4                              |
| Educazione degli Adulti            | M-PED/01                         | 3                              |
| Lingua Straniera                   | L-LIN/12                         | 4                              |
| Sociologia dell'Organizzazione     | SPS/09                           | 8                              |
| Pedagogia Generale                 | M-PED/01                         | 8                              |
| Psicologia Sociale                 | M-PSI/05                         | 4                              |
| Sociologia della Devianza          | SPS/08                           | 6                              |
| Sociologia Urbana e del Territorio | SPS/10                           | 3                              |
| Tirocinio (125 ore)                |                                  | 4                              |
| Totale                             | Totale                           | 60                             |

III Anno
| Corso di studio                      | Settore Scientifico Disciplinare | Crediti Formativi Universitari |
| ------------------------------------ | -------------------------------- | ------------------------------ |
| Diritto Amministrativo               | IUS/10                           | 4                              |
| Diritto Penitenziario                | IUS/17                           | 4                              |
| Igiene Generale e Applicata          | MED/42                           | 4                              |
| Statistica Sociale                   | SECS-S/05                        | 8                              |
| Politica Sociale                     | SPS/09                           | 8                              |
| Psichiatria e psicopatologia forense | MED/25                           | 4                              |
| Psicologia Generale                  | M-PSI/01                         | 8                              |
| Bioetica                             | M-FIL/03                         | 4                              |
| Tirocinio (250 ore)                  |                                  | 8                              |
| Prova Finale                         |                                  | 8                              |
| Totale                               | Totale                           | 60                             |

Per il significato dei SSD si veda http://attiministeriali.miur.it/anno-2000/ottobre/dm-04102000.aspx
Prima di poter accedere all'esame finale di laurea, il candidato deve assolvere un periodo di pratica in "tirocinio o stage" di orientamento curriculare che serve a «una completa informazione sull'organizzazione e il funzionamento dei servizi». Il Predieri afferma che il tirocinio rappresenta un'opera «intellettuale ma non professionale perché mancante del carattere contrattuale di prestazione d'opera» e di come questo preveda una connotazione più educativa mentre nella pratica l'apporto del supervisore passa in secondo piano. In ogni caso il tirocinio non è da confondere con la disciplina dell'apprendistato, inteso come rapporto di lavoro, disciplinato nella Legge 19 gennaio 1955 n. 25 che riforma la Legge 2 giugno 1939 n. 739.
La discrasia tra attualità e possibilità, presenta non poche difficoltà dovute sia al sovraffollamento dei corsi di laurea, sia alla minore partecipazione dei supervisori. Altri Ordini, come quello dei medici, dei veterinari e degli assistenti sociali non godono di un diretto collegamento tra praticanti ed enti professionali, quindi la valutazione del tirocinio è completamente rimessa agli organi accademici. Anche lo svolgimento costante di un periodo di pratica non garantisce, tuttavia, l'abilitazione alla professione per un candidato che deve comunque sostenere l'esame di stato.

## Organizzazione accademica
Ogni facoltà, oltre al piano di studi, dispone di un "Regolamento didattico" che regola specifici aspetti organizzativi del corso di studio e, nello specifico, determina:
- l'elenco degli insegnamenti
- gli obblighi formativi, crediti e propedeuticità
- regole per i piani di studio individuali

Ogni corso di laurea in scienze del servizio sociale ha un proprio "Consiglio" che è «l'organo collegiale deliberativo e consultivo del corso di laurea o dell'indirizzo di laurea ed è composto da tutti i professori di ruolo e professori a contratto, rappresentanti dei ricercatori, rappresentanti del personale amministrativo e degli studenti. Il presidente è eletto dallo stesso consiglio tra professori ordinari e il cui mandato vale in carica tre anni rinnovabili». Compiti sono:
- coordinare l'attività di insegnamento
- esaminare e approvare i pieni di studio
- proporre al Consiglio di Facoltà l'attivazione di nuovi insegnamenti
- adottare nuove modalità didattiche anche mediante l'impiego di docenti provenienti da altri corsi

I rappresentanti degli studenti sono giovani che si adoperano per promuovere la partecipazione degli studenti nella vita universitaria sia denunciandone i disservizi sia promuovendo spazi di discussione (assemblee, giornalini accademici, etc.). I rappresentanti nel Consiglio di Corso di laurea non hanno potere direttivo, infatti ogni decisione deve essere approvata o in commissione didattica o in Consiglio di Facoltà o in altro organo ancora.